# Hans Iveberg
Hans Lennart Iveberg, född 4 maj 1941 i Brännkyrka församling i Stockholm, är en svensk filmproducent, regissör och manusförfattare.

## Regi  i urval
- 1981 – Göta Kanal eller Vem drog ur proppen?
- 1982 – Gräsänklingar
- 1984 – Sköna juveler
- 1988 – Enkel resa

## Filmmanus i urval
- 1981 – Göta Kanal eller Vem drog ur proppen?
- 1986 – I lagens namn
- 1984 – Sköna juveler
- 1988 – Enkel resa
- 1992 – Den demokratiske terroristen
- 1992 – Ha ett underbart liv
- 1999 – Sjön
- 2001 – Jordgubbar med riktig mjölk
- 2004 – Mongolpiparen
- 2009 – Göta kanal 3 – Kanalkungens hemlighet

## Filmografi
- 1980 – Prins Hatt under jorden